# Runar Holmberg
Runar Holmberg (Runar Rafael Holmberg; * 25. April 1923 in Pietarsaari; † 27. Dezember 1993 in Lohja) war ein finnischer Sprinter, der sich auf den 400-Meter-Lauf spezialisiert hatte.
Bei den Olympischen Sommerspielen 1948 in London schied er über 400 m im Vorlauf aus und wurde Vierter in der 4-mal-400-Meter-Staffel.
1948 und 1949 wurde er Finnischer Meister. Seine persönliche Bestzeit von 48,8 s stellte er 1950 auf.